# Диномен Старший
Диномен Старший (др.-греч. Δεινομένης; умер до 485/480 до н. э.) — гелойский аристократ из рода Диноменидов.
Сын Молосса. Иерофант культа Деметры и Коры, отец тиранов Гелона, Гиерона I, Полизела и Фрасибула.
Единственным достоверным фактом, относящемся к нему, является приношение в храм Афины в Линде. Надпись на стеле сообщает: «Диномен, отец Гелона, Гиерона, Фрасибула, Полизела, управляющий в Линде и сооснователь Гелы с Антифамом посвятил… с надписью „Диномен, сын Молосса, [посвятил] Афине Линдии из Сицилии“…». По мнению исследователей, в этом тексте произошла контаминация Диномена с его одноименным предком, одним из основателей Гелы в 689/688 до н. э.
В тексте хроники посвящение находится между дарами Фаларида Акрагантского и фараона Амасиса. По мнению М. В. Высокого, дату приношения следует отнести примерно к 530-м — 520-м до н. э., когда, по его расчетам, Диномен был ещё молод.
Плутарх в «Моралиях» сообщал об оракуле, данном Диномену:

Когда сицилиец Дейномен вопрошал о сыновьях своих, то бог ответил, что все трое станут тиранами. А на слова Дейномена «Не пришлось бы им рыдать, Аполлон-повелитель!», он сказал: «И это им также дается и возвещается!» И точно: вы ведь знаете, что Гелон страдал от водянки, а Гиерон — от каменной болезни, третий же, Фрасибул, среди распрей и войн скоро лишился власти.— Плутарх. О том, что Пифия более не прорицает стихами, 19 (Моралии. 403b)
Этот оракул представляет собой образец типичной мифологизации, характерной для рассказов об основателях правящих домов, и не воспринимается исследователями всерьез.
Умер Диномен примерно к 485 или 480 до н. э., когда его старший сын стал иерофантом культа подземных богинь.